# Мархлевський Анатолій Цирільович
Мархлéвський Анатóлій Церільович  (29 вересня 1935, Вінниця — 20 березня 2013, Київ) — український хоровий диригент, педагог, Заслужений діяч мистецтв України (1979 р.), професор (1991 р.)

## Біографія
Народився у Вінниці. 1956 року з відзнакою закінчив Одеське музичне училище (хоровий клас К. Пігрова, клас диригування — В. Луговенко). Того ж року поступив в Одеську консерваторію на диригентсько-хоровий факультет (хоровий клас Пігрова К. К., клас диригування народного артиста України, професора Дущенко Євгена Васильовича). Під час навчання був стипендіатом імені М. Д. Леонтовича. У 1961 році, по закінченні консерваторії з відзнакою був зарахований викладачем диригентсько-хорових дисциплін кафедри хорового диригування консерваторії. Як зазначав пізніше ректор Київської консерваторії, Олег Тимошенко:
|  | Навчання в класі видатного українського диригента і педагога К. Пігрова дало йому ґрунтовну професійну базу і згодом дозволило зайняти почесне місце в ряду видатних представників школи К. Пігрова - А. Авдієвського, М. Гринишина, Є. Дущенко, Д. Загрецкого, Г. Ліознова |

### Вінниця
1962 рік — переїхав до Вінниці, де очолив студентський хоровий колектив. За спогадами сучасників,
|  | звучання хору училища під його керівництвом відрізнялося чистотою хорового ладу, виразністю, великим художнім смаком, тонким нюансуванням. На республіканській хорової конференції в Києві хор отримав високу оцінку і був визнаний як один з найкращих колективів музучилищ. У репертуарі хору велику кількість творів українських та зарубіжних композиторів різних стилів і жанрів, а також обробки народних пісень. Йому в цей період аплодували не лише в містах і селах Вінницької області, але і за її межами. Двічі хор виступав на головній сцені України - сцені Жовтневого палацу. Виступи хору під керівництвом А. Мархлевського - незабутня сторінка високої виконавської майстерності колективу" |

### Київ
1970 року на запрошення тодішнього ректора Київського інституту культури професора Сокальського А. С. та Міністерства культури України почав працювати старшим викладачем хорових дисциплін та керівником навчального хору студентів цього закладу, 1980 — доцент, 1991-професор. Під орудою А. Мархлевського (1970—1991 роки) студентський хор багаторазово брав участь у звітних концертах, міжнародних та всеукраїнських фестивалях і конкурсах, здійснив більше 100 фондових записів на радіо і телебаченні, брав участь у святкових заходах. Колектив підтримував тісні творчі зв'язки з сучасними українськими композиторами, серед яких Леся Дичко, Ігор та Юрій Шамо, В. Степурка, В. Зубицький, О. Яковчук, М. Шух, О. Красотов та інші; хор університету був першим виконавцем багатьох їхніх творів, серед яких хорова симфонія Лесі Дичко в 4 частинах на слова М. Рильського і П. Тичини, якій хор відкривав у 1981 році в Києві Республіканський будинок органної та камерної музики, диптих «Сонячний струм», хор-опера Ігоря Шамо «Ятранські ігри» і інші. Вихованцями інституту за час роботи А.Мархлевського стали відомі згодом артисти, зокрема народний артист України Р. Верета, заслужені діячі мистецтв І. Стецюк, Г. Романчишин, В. Литвиненко, П. Воронов, заслужені артисти та працівники культури О. Кійко, Н. Журавель (Нарожна), В. Кіящук, К. Клейн, Л. Санцевич та інші.
Оцінюючи звучання хору студентського хору під орудою Мархлевського, музикознавець Микола Гордійчук писав:

 «Зустріч зі справжнім мистецтвом неодмінно несе щастя пізнання прекрасного, приносить естетичну насолоду, збагачує душу, викликає глибокі почуття і переживання. До явищ саме такого мистецтва належить хор студентів кафедри хорового диригування Київського інституту культури… І головна заслуга в художніх досягненнях колективу належить його незмінного керівника — Анатолію Мархлевського.»

## Наукові праці
Досвід творчої роботи з хором та викладання ряду дисциплін хорового циклу узагальнені в навчальному посібнику професора А. Мархлевського «Практичні основи роботи в хоровому класі».